# Сектор 1 (Бухарест)
Сектор 1 (рум. Sectorul 1) — административная единица Бухареста, расположенная на севере города, которая включает в себя некоторые северо-западные районы. Этот сектор является самым богатым в Бухаресте. В нём, как и в других секторах Бухареста существует местный суд (рум. Judecătoria Sectorului 1), который подчиняется Бухарестскому трибуналу (рум. Tribunalul București).

## Демография
В секторе (по оценкам 11 июля 2007 года) живёт 229 238 человек.

## Экономика
Главные офисы Blue Air, JeTran Air, Petrom и Medallion Air находятся именно в этом секторе.

## Кварталы
- Aviatorilor
- Aviației
- Băneasa

- Bucureștii Noi
- Dămăroaia
- Domenii
- Dorobanți
- Gara de Nord
- Grivița
- Floreasca
- Pajura
- Pipera
- Primăverii
- Romană
- Victoriei

## Политика
Мэром сектора является Клотильда Арманд из Союза спасения Румынии (USR). Она была избрана в 2020 году на четырёхлетний срок. Совет Сектора 1 имеет 27 мест со следующим партийным составом (по состоянию на 2020 год):
| Партии                          | Идеология партии    | Места в Совете Сектора 1 |
| ------------------------------- | ------------------- | ------------------------ |
| Социал-демократическая партия   | Социал-демократия   | 9/27                     |
| USR PLUS                        | Либерализм          | 9/27                     |
| Национальная либеральная партия | Национал-либерализм | 6/27                     |
| Партия Народного движения       | Правоцентризм       | 3/27                     |

## Районы/сектора-побратимы
- Багерия, Италия
- Катания, Италия
- Пригород Агландзия, Никосия, Кипр
- Сан-Гонсалу, Агломерация Рио-де-Жанейро, Бразилия
- Площадь 19, Рим, Италия
- Русе, Болгария